# Стэнтон, Эдвин
Эдвин Макмастер Стэнтон (англ. Edwin McMasters Stanton , 19 декабря 1814, Стьюбенвилл, Огайо — 24 декабря 1869, Вашингтон) — американский юрист, политический и государственный деятель, Генеральный прокурор США в кабинете Джеймса Бьюкенена, Военный министр в администрациях президентов Линкольна и Эндрю Джонсона, в том числе в течение всего периода Гражданской войны в США.

## Биография
Окончил колледж Кеньон, был успешным адвокатом, затем стал государственным обвинителем округа Гаррисон. В 1857 году генеральный прокурор США Джеремия Блэк направил его в Калифорнию, чтобы представлять там интересы федеральной власти по земельным вопросам.
В 1859 году он защищал конгрессмена Дэниела Сиклса, убившего любовника своей жены. Тогда впервые в американской истории адвокатам удалось убедить суд присяжных оправдать убийцу на основании того, что в момент совершения преступления он был в состоянии аффекта.
В 1860 году президент Джеймс Бьюкенен назначил Стэнтона Генеральным прокурором США. Стэнтон просил Бьюкенена прибегнуть к силовому уничтожению рабства, но постоянно получал отказы. Тогда Стэнтон из демократа стал республиканцем и начал снабжать руководство республиканцев сведениями о планах правительства.
После того, как в 1861 году президентом стал Авраам Линкольн, Стэнтон сначала стал юридическим советником военного министра Саймона Кэмерона, а после отставки Кэмерона из-за обвинений в коррупции Стэнтон был назначен на его место. В качестве военного министра Стэнтон проявил себя как эффективный управляющий, прекратив открытое разворовывание государственных средств и коррупцию.
После убийства Линкольна в 1865 году Стэнтон сохранил свой пост, но очень скоро разочаровался в политике нового президента Эндрю Джонсона и оказался в центре подготовки процедуры его импичмента. В феврале 1868 года Джонсон отправил Стэнтона в отставку, но Стэнтон отказался подчиниться и заперся в военном министерстве. Вышел он оттуда только тогда, когда Сенат наложил вето на решение президента о его отставке. Затем через пару месяцев Стэнтон ушёл в отставку добровольно. Действия Джонсона стали основанием для попытки его импичмента.
В конце 1869 года ставший президентом Улиcс Грант назначил Стэнтона членом Верховного суда США, о чём тот давно мечтал. 20 декабря Сенат утвердил это назначение, но через четыре дня Стэнтон умер, не успев принести присягу и официально вступить в должность.